# Möckmühl
Möckmühl è un comune tedesco di 8 228 abitanti, situato nel land del Baden-Württemberg.
Il suo territorio è bagnato dal fiume Jagst.